# Xenyllogastrura pruvoti
Xenyllogastrura pruvoti is een springstaartensoort uit de familie van de Hypogastruridae. De wetenschappelijke naam van de soort is voor het eerst geldig gepubliceerd in 1932 door Denis.